# Harpadon nehereus

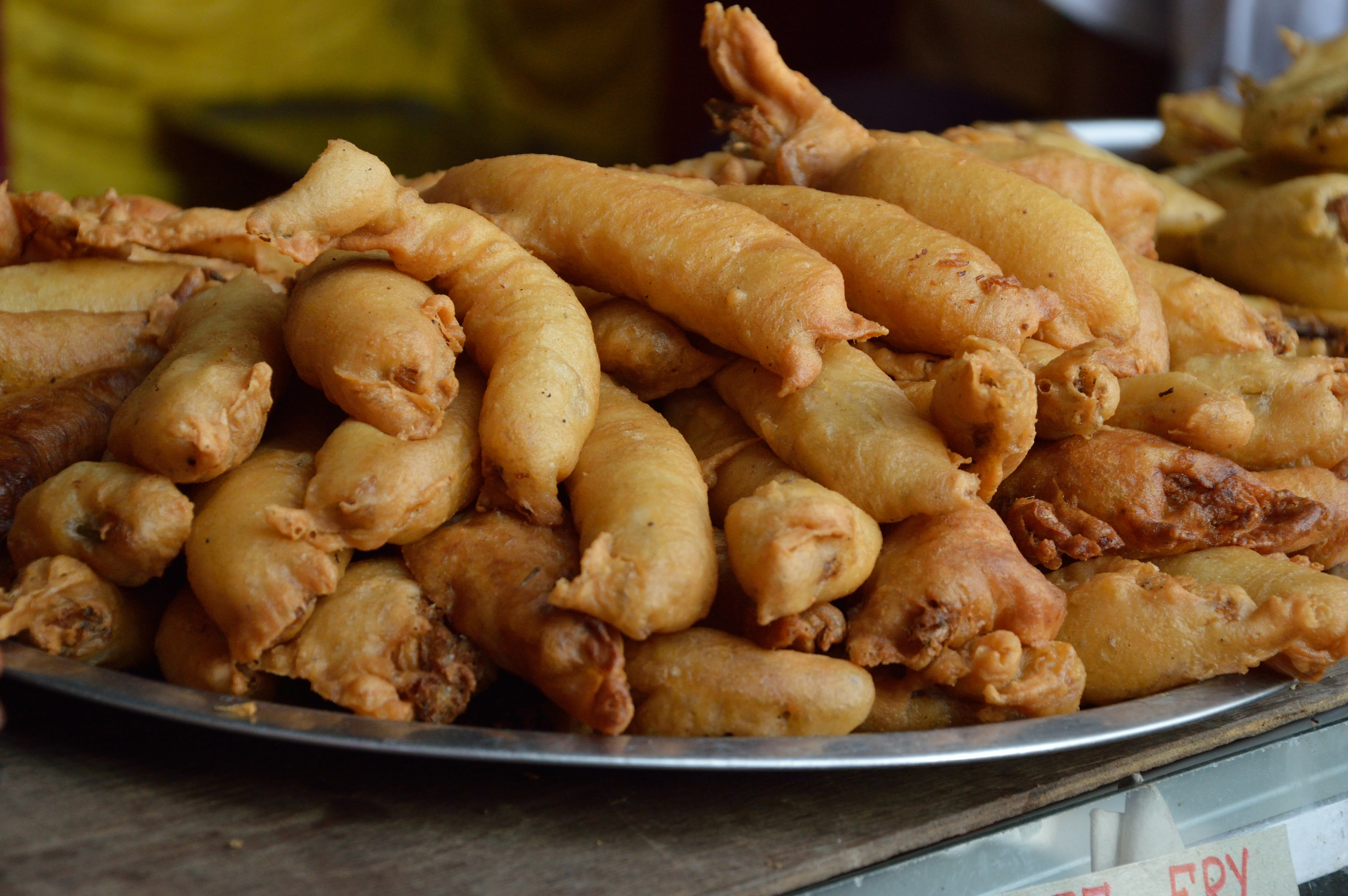
Frittura di H. nehereus in vendita a Calcutta, India.

Harpadon nehereus (Cuvier, 1816), noto commercialmente come bumalo è un pesce osseo marino della famiglia Synodontidae.

## Distribuzione e habitat
Harpadon nehereus è presente nelle regioni tropicali e subtropicali dell'Indo-Pacifico a nord fino al Giappone. Il suo habitat è costituito prevalentemente da fondali fangosi profondi e al largo ma ha l'abitudine, nella stagione dei monsoni, di penetrare in banchi anche molto grandi negli estuari per cacciare.

## Descrizione
Questo pesce, come avviene anche nel pesce lucertola mediterraneo, ha bocca molto ampia armata di denti acuti e occhio piccolo spostato molto in avanti, nei pressi dell'apice della mascella superiore. Il corpo è piuttosto allungato, coperto di scaglie solo nella metà posteriore. Le pinne pettorali e le pinne ventrali sono molto ampie e lunghe. È presente una pinna adiposa. Si tratta di una specie bioluminescente che emette un'intensa fosforescenza.  Raggiunge eccezionalmente i 40 cm di lunghezza, una lunghezza più comune è sui 25 cm.

## Biologia

### Alimentazione
Predatore vorace ed aggressivo, si nutre principalmente di pesci tra cui la specie Apogon lineatus. 

### Riproduzione
Depone le uova 6 volte all'anno.

## Pesca
Le carni di questo pesce sono considerate ottime ed hanno un'importanza notevole per la pesca commerciale soprattutto nello stato indiano del Maharashtra dove avviene la maggior parte delle catture. Viene pescato esclusivamente quando penetra nelle foci fluviali dove vengono utilizzate delle apposite reti a sacco che vengono calate quando inizia la marea montante e i banchi di pesci vengono convogliati nell'attrezzo dalle forti correnti di marea. La rete viene poi salpata prima che la marea si inverta. Viene consumato fresco (perlopiù fritto) oppure essiccato.